# Ctèsicles (historiador)
Ctèsicles (grec antic: Κτησικλῆς, llatí: Ctesicles) fou un historiador grec autor d'una obra de cronologia (χρονικὰ o χρόνοι) de la qual Ateneu de Nàucratis en va preservar alguns fragments.